# Texas Interconnection

Die Verbundnetze in Nordamerika:
Texas Interconnection

Texas Interconnection (TI) ist die Bezeichnung für ein elektrisches Verbundnetz (englisch Interconnection) in den USA, das in der Ausdehnung ca. 75 % des Bundesstaates Texas umfasst. Einziger Übertragungsnetzbetreiber innerhalb der TI ist das Electric Reliability Council of Texas (ERCOT). Die Aufsicht liegt bei der Texas Reliability Entity (TRE).
Die TI ist eines von vier Verbundnetzen in den USA und Kanada. Diese Verbundsysteme arbeiten alle mit derselben Netzfrequenz von 60 Hz, sind aber nicht miteinander synchronisiert und können daher nicht direkt zusammen geschaltet werden. Die beiden größten Verbundnetze sind die Eastern Interconnection und die Western Interconnection; sie sind länderübergreifend und umfassen den größten Teil der USA und Kanadas. Das vierte Verbundnetz, die Québec Interconnection ist mit dem Netz der Hydro-Québec identisch.

## Geschichte
Aufgrund des Federal Power Act von 1935 trennten die Stromversorger in Texas ihre Stromleitungen zu den anderen Bundesstaaten, um so der Bundesgesetzgebung auf diesem Gebiet zu entgehen.
Die Anfänge der TI gehen in das Jahr 1941 zurück, als sich verschiedene Stromversorger in Texas zum Texas Interconnected System (TIS) zusammenschlossen. Sie leiteten überschüssigen Strom zu Industrieunternehmen am Golf von Mexiko, um die Kriegsanstrengungen der USA zu unterstützen. Die Stromversorger erkannten die Vorteile eines Verbundnetzes und begannen, das TIS im Laufe der Zeit zu erweitern.
Im Jahre 1970 gründete TIS das ERCOT, um Anforderungen der NERC nachzukommen. 1981 übertrugen die Mitglieder des TIS die Koordinierung des Betriebs auf ERCOT. Ab 1995 begann der Gesetzgeber in Texas damit, den Strommarkt zu deregulieren. Daraufhin wurde ERCOT im September 1996 der erste unabhängige Übertragungsnetzbetreiber (engl. Independent System Operator) eines Verbundnetzes in den USA, mit dem Ziel, einen diskriminierungsfreien Zugang zum Netz zu gewährleisten.

## Kennzahlen
Über die TI wurden 2014 über 24 Mio. Kunden versorgt. Das Netz der TI umfasst Hochspannungsleitungen mit einer Länge von 69.000 km. Die installierte Leistung liegt bei über 74.000 MW und die Spitzenlast betrug am 3. August 2011 68.305 MW. Im Jahre 2014 betrug der Stromverbrauch 340 Mrd. kWh. Die installierte Leistung bestand 2014 aus Gaskraftwerken (55 %), Kohlekraftwerken (24 %), Kernkraftwerken (6 %) sowie Windparks (14 %), die Erzeugung kam aus Gaskraftwerken (41,1 %), Kohlekraftwerken (36 %), Kernkraftwerken (11,6 %) sowie Windparks (10,6 %).
Bei Windparks liegt Texas mit 12.000 MW installierter Leistung auf Platz 1 der Bundesstaaten in den USA; für Windparks mit weiteren 24.500 MW lagen bis Dezember 2014 Anträge vor. Am 19. Februar 2015 wurde bei der Erzeugung aus Windkraft mit 11.154 MW ein Rekord erreicht; das entsprach an diesem Tag 34 % der Last im Netz. Am 29. März 2015 erreichte Windstrom mit 40,58 % den höchsten Anteil an der Erzeugung.
Aus dem Lastprofil am 3. August 2011 ist zu ersehen, dass Kohle- und Kernkraftwerke der Abdeckung der Grundlast dienten, während Gaskraftwerke die Lastspitze abdeckten. Windkraft leistete an diesem Tag einen geringen Beitrag.

## Verbindungen
Die TI ist sowohl mit der Eastern Interconnection als auch mit dem Verbundnetz in Mexiko verknüpft. Verbindungen zur Western Interconnection bestehen zurzeit nicht.

### Eastern Interconnection
- In Oklaunion bestand seit 1984 eine HGÜ (82 kV, 200 MW) zwischen der TI und dem Southwest Power Pool (SPP). Diese Anlage wurde 2014 durch eine neue HGÜ (345 kV, 220 MW) ersetzt.[8]

- In Mount Pleasant wurde von Siemens für AEP eine HGÜ (345 kV, 600 MW) zwischen der TI und dem SPP errichtet.[9]

### Mexiko
- Die Umspannstation von AEP in Eagle Pass ist seit 2001 mit der Umspannstation von CFE in Piedras Negras über HGÜ (138 kV, 36 MW) verbunden.[10]

- In Laredo besteht seit 2007 eine Verbindung mittels eines Frequenzumformers, über die bis zu 100 MW übertragen werden können.[11]

- In Sharyland existiert seit Oktober 2010 eine HGÜ (138 kV, 150 MW).[12]

### Tres Amigas Superstation
Eine Verbindung der drei amerikanischen Verbundnetze ist seit 2009 beabsichtigt. Als Übertragungskapazität waren für den Anfang 5 GW und im Endausbau bis zu 30 GW geplant. Das Unternehmen Tres Amigas LLC möchte dazu in Clovis eine sogenannte Superstation einrichten. Mit Stand Juni 2015 ist das Projekt aber immer noch in der Planungsphase.

## Sonstiges
Die Texas Reliability Entity ist der Nachfolger der Texas Regional Entity, einer Abteilung von ERCOT. Am 1. Juli 2010 gingen die Aufgaben der Texas Regional Entity auf die Texas Reliability Entity über.